# Borjomi (água)
Borjomi (em georgiano:  ბორჯომი) é uma marca de água mineral naturalmente gaseificada proveniente de nascentes no desfiladeiro de Borjomi [en], no centro da Geórgia. As nascentes artesianas do vale são alimentadas por água que filtra das geleiras que cobrem os picos das montanhas de Bakuriani, a altitudes de até 2.300 metros. A água sobe à superfície sem necessidade de bombeamento e é transportada por tubos para duas fábricas de engarrafamento na cidade de Borjomi.
As nascentes minerais do desfiladeiro de Borjomi eram conhecidas pelos habitantes locais há mais de mil anos, mas só ganharam maior reconhecimento no início do século XIX, quando o Exército Imperial Russo estacionado na região tomou conhecimento dos efeitos benéficos da água. Na década de 1890, Borjomi tornou-se famosa em todo o Império Russo, conquistou o favor da dinastia imperial russa dos Romanov e passou a ser engarrafada nas propriedades georgianas de Miguel Nikolaevich da Rússia. Após a Revolução Russa de 1917 e a subsequente invasão soviética da Geórgia, a empresa Borjomi foi nacionalizada, e a água tornou-se um dos principais produtos de exportação soviéticos.
Atualmente, Borjomi é produzida pela IDS Borjomi Georgia, parte da IDS Borjomi International. Em junho de 2022, a empresa controladora da IDS Borjomi International cedeu parte de suas ações ao governo da Geórgia [en] como parte de um acordo para cumprir as sanções internacionais durante a Guerra Russo-Ucraniana. Como resultado, o presidente do conselho de administração da IDS Borjomi International passou a ser um representante do governo georgiano.
Em 2005, a produção de Borjomi atingiu 200 milhões de garrafas. Em 2007, a empresa internacional de certificação Bureau Veritas concedeu à Borjomi o certificado internacional de segurança e qualidade de produção ISO 22000. Atualmente, Borjomi é exportada para 40 países.
O uso da água Borjomi tem sido sugerido por pesquisadores georgianos e russos para o tratamento complexo de várias doenças gastrointestinais e diabetes.

## História

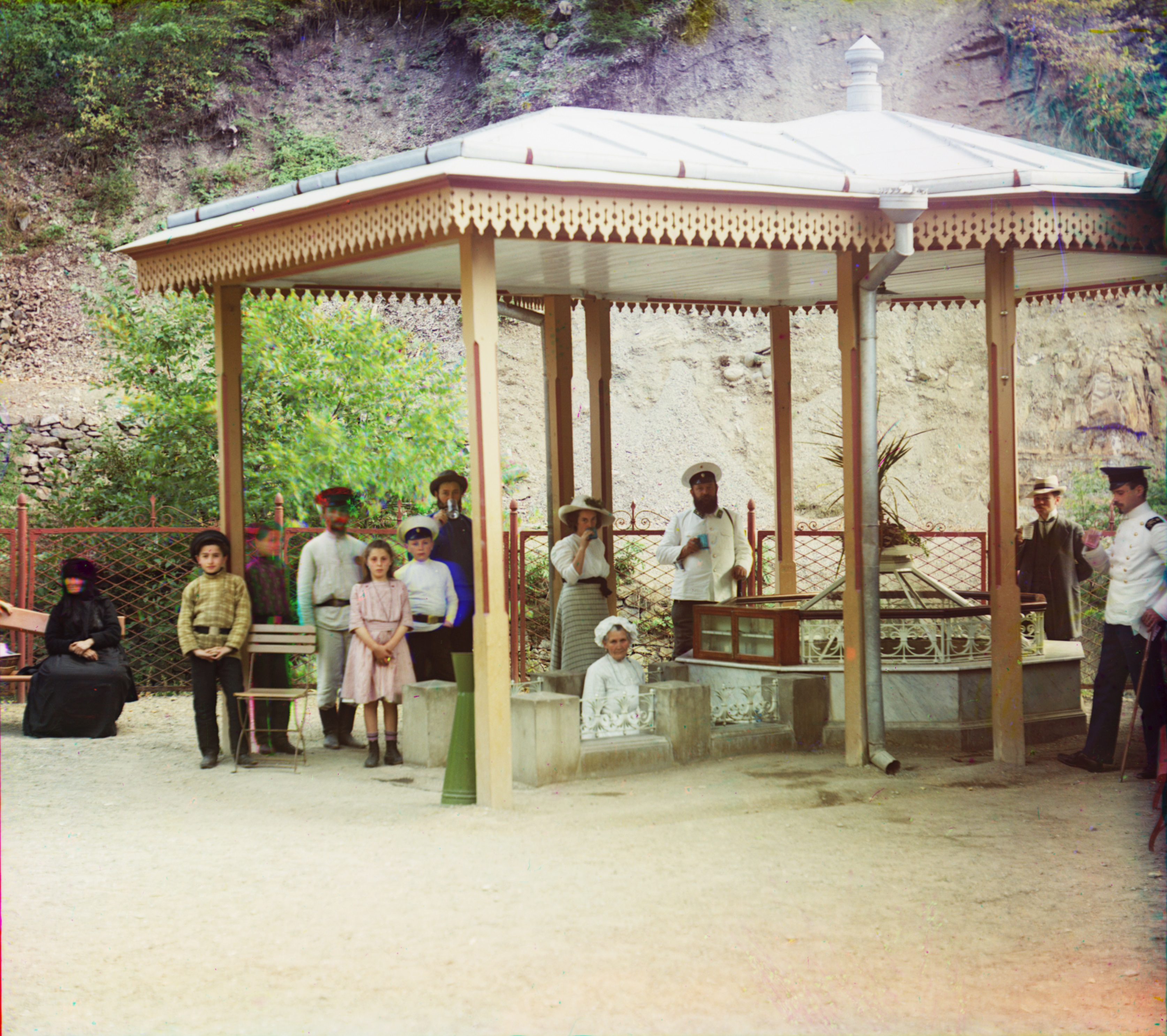
A nascente Yevgeniyevsky em Borjomi. Foto de Sergei Mikhailovitch Prokudin-Gorski, 1912.

As nascentes minerais do desfiladeiro de Borjomi foram descobertas há mais de mil anos. Sete grandes "banheiras" de pedra descobertas por arqueólogos, datadas do início do século VII, atestam a disponibilidade e o uso das águas das nascentes, provavelmente para banhos. As nascentes foram abandonadas antes de serem redescobertas no início do século XIX. Naquela época, devido às guerras incessantes, Borjomi e seus arredores estavam despovoados e cobertos por florestas intransponíveis.
Em 1829, quando o Exército Imperial Russo do Regimento de Granadeiros da Gubernia de Querson foi destacado em Borjomi para operações (Guerra Russo-Turca) contra o Império Otomano, soldados russos encontraram nascentes minerais na margem direita do rio Borjomi. Intrigado pela descoberta, o comandante do regimento, coronel Pavel Popov, ordenou que as nascentes fossem limpas e que a água fosse engarrafada e transportada para a base militar. Popov, que sofria de uma doença estomacal, experimentou a água primeiro. Vendo resultados positivos, ordenou a construção de paredes de pedra ao redor da nascente e mandou construir uma casa de banhos nas proximidades, além de uma pequena casa para si mesmo. Em 1837, quando o regimento de Kherson foi substituído pelo regimento de granadeiros georgianos, seu médico, Amirov, examinou os componentes da água e seus efeitos, enviando os primeiros resultados da análise para São Petersburgo e Moscou. Em 1841, os efeitos curativos da água de Borjomi eram tão famosos que o vice-rei do czar russo no Cáucaso, Yevgeni Golovin, levou sua filha doente às nascentes para tratamento. Diante dos rápidos resultados do tratamento, ele nomeou a primeira nascente de Yekaterinsky (em russo: Екатерининский) em homenagem à sua filha Yekaterina e a segunda de Yevgeniyevsky (Евгеньевский) em homenagem a si mesmo.
Golovin também acelerou a transferência oficial das águas das autoridades militares para as civis. Em 1850, um parque de águas minerais foi aberto em Borjomi, e em 1854, as autoridades encomendaram a construção da primeira fábrica de engarrafamento. A água de Borjomi ganhou popularidade por seus efeitos curativos em todo o Império Russo, e o governo começou a construir palácios, parques, jardins públicos e hotéis para acomodar turistas e pacientes. O trajeto de Tiblíssi a Borjomi geralmente levava de 8 a 9 horas por faetontes, mas a nova ferrovia Mikhaylovo-Borjomi, construída em 1894, reduziu significativamente o tempo de viagem. Figuras renomadas como Anton Tchekhov, Piotr Ilitch Tchaikovski e membros da família real russa estavam entre os visitantes frequentes das nascentes. Naquela época, Borjomi rivalizava com spas europeus semelhantes, como Vichy, frequentados por turistas russos, o que rendeu a Borjomi a reputação de "o Vichy russo" e "a pérola do Cáucaso".

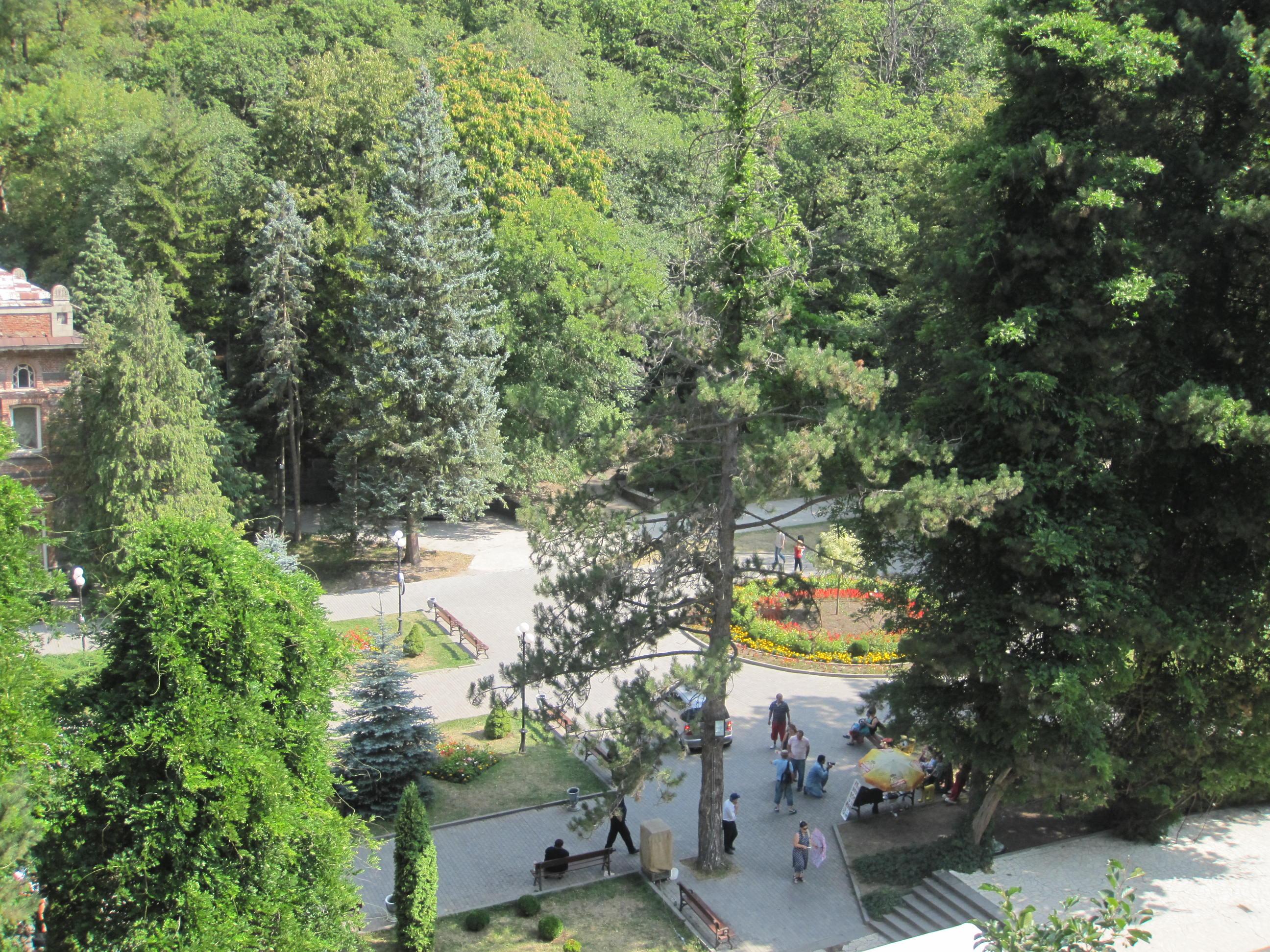
O en próximo à fonte da água mineral Borjomi

Em 1894, Miguel Nikolaevich da Rússia construiu uma fábrica de engarrafamento no parque de Borjomi, que operou até a década de 1950. Uma fábrica de vidro foi inaugurada em 1896. A renda da empresa de águas Borjomi contribuiu para a riqueza do filho e sucessor de Miguel, Nicolau Mikhailovich da Rússia, que era o mais rico de todos os grão-duques russos em 1914. Em 1854, foram produzidas 1.350 garrafas de água; em 1905, esse número chegou a 320.000, e em 1913, mais de 9 milhões de garrafas foram vendidas. Após o estabelecimento do poder soviético na Geórgia, Borjomi foi amplamente vendida na União Soviética e era apreciado por líderes soviéticos como Josef Stalin. A exploração do desfiladeiro de Borjomi foi realizada em 1927. Entre então e 1982, 57 poços de exploração (com profundidades variando de 18,4 a 1.502 metros) foram perfurados. Em 1961, 423.000 garrafas foram exportadas para 15 países, incluindo Estados Unidos, França e Áustria. Durante a existência da União Soviética, Borjomi foi reconhecida como a terceira marca mais conhecida da URSS, após o carro Volga e a companhia aérea Aeroflot. Na década de 1980, a produção anual de água Borjomi atingiu 400 milhões de garrafas. A produção diminuiu com o colapso da União Soviética e a estagnação econômica na República da Geórgia independente. Em 1995, o engarrafamento de Borjomi foi reiniciado pela Georgian Glass and Mineral Waters Company (GG&MW), que aumentou a produção em quarenta vezes. Segundo a empresa, 80% da Borjomi produzida naquele ano foi exportada, mais da metade para a Rússia. Apesar de bebidas falsificadas serem produzidas sob a marca Borjomi devido ao aumento da pirataria na década de 1990, a água Borjomi conseguiu recuperar sua reputação por volta de 2000 com uma campanha de embalagem distinta. A pirataria também diminuiu devido à crise financeira na Rússia em 1998.
Em maio de 2006, a Rússia proibiu as importações de águas minerais georgianas, declarando-as inseguras. A proibição foi suspensa após sete anos, em 2013. A Geórgia viu isso como uma tentativa de restringir o acesso ao mercado russo e transformar Borjomi em um peão no jogo de poder pós-soviético. Como resultado da proibição, a GG&MW perdeu 25 milhões de láris em 2006, mas a empresa declarou que a crise foi superada em 2008, com os volumes de vendas atingindo os níveis anteriores a 2006. As vendas e exportações de água mineral Borjomi caíram novamente entre 30-40% a partir de outubro de 2008 devido à Grande Recessão.
Borjomi é atualmente produzida pela IDS Borjomi Georgia, que faz parte da empresa internacional IDS Borjomi International, registrada em Curaçau. Em 13 de junho de 2022, a empresa controladora da IDS Borjomi International transferiu 7,73% das ações da empresa para o Governo da Geórgia gratuitamente. Como resultado, o presidente do conselho de administração da IDS Borjomi International passou a ser o representante do Governo da Geórgia.
Atualmente, a empresa produz três produtos no vale Borjomi-Bakuriani:
- Borjomi
- Likani
- Bakuriani

## Características

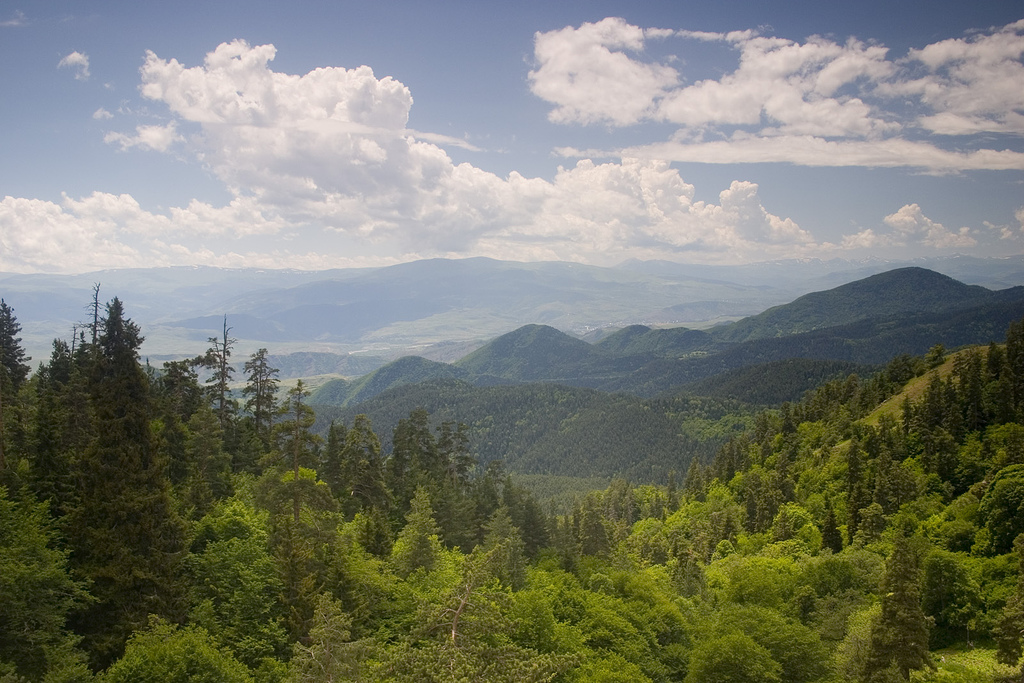
Desfiladeiro de Borjomi

Borjomi é uma água de origem vulcânica com mais de 1.500 anos. Ela é impulsionada à superfície a partir de 1.500 metros abaixo do solo pela pressão natural de dióxido de carbono. Borjomi não esfria antes de chegar à superfície e emerge a uma temperatura de 38 a 41 °C. As nascentes de Borjomi estão localizadas na parte central da cordilheira Adjara-Imereti do Grande Cáucaso, a uma altitude de 760 a 920 metros acima do nível do mar. A profundidade média de cada um dos nove poços de nascente é de 1.200 a 1.500 metros.
Para preservar a composição mineral das nascentes, em 2006, o Ministério da Proteção Ambiental e Recursos Naturais da Geórgia aprovou um plano de produção para 2006–2031, estimando 561.000 litros por dia, o que permite o engarrafamento de mais de 1 milhão de garrafas por dia usando 10 poços no desfiladeiro de Borjomi. Os poços estão localizados em três lotes de exploração: Central (nas proximidades da cidade de Borjomi), Likani (na vila de Likani) e Vashlovani-Kvibisi (nas vilas Vashlovani e Kvibisi). A água recebida dos poços é transportada por um gasoduto de aço inoxidável de 25 km até duas fábricas de engarrafamento, onde é resfriada e engarrafada. A primeira fábrica especializa-se em engarrafamento de vidro, e a segunda em engarrafamento de politereftalato de etileno (PET).
A produção de água mineral e a economia turística associada em Borjomi e no Parque Nacional de Borjomi-Kharagauli representam 10% do comércio de exportação da Geórgia. A construção do oleoduto Bacu-Tiblíssi-Ceyhan próximo a Borjomi foi controversa devido a potenciais impactos ambientais e econômicos negativos na região.

## Embalagem

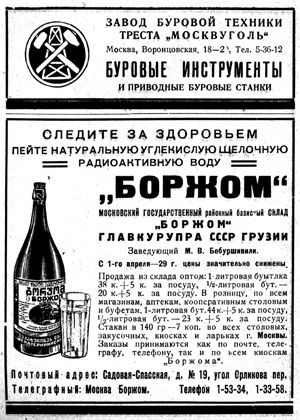
Anúncio da água mineral Borjomi de 1929, mostrando a garrafa e promovendo a água como "radioativa". Essa propriedade não é mais destacada

Borjomi é comercializada em garrafas de vidro de 0,33 e 0,5 litro, garrafas de plástico de 0,5, 0,75, 1 e 1,25 litro, e em latas de alumínio de 0,33 litro. As garrafas de vidro e PET têm tampas de rosca. A cor esverdeada característica das garrafas de vidro (chamada em inglês de Georgian Green) é baseada em uma fórmula proprietária. Como outros produtos plásticos descartáveis, as garrafas de água usadas representam uma parte significativa do problema da poluição por plástico na Geórgia.
Em fevereiro de 2011, foi introduzida uma nova embalagem da água Borjomi com um visual "moderno", destacando o relevo da imagem de um cervo e o logotipo do fabricante no rótulo. No final de 2019, Borjomi adotou um novo design, seguindo tendências como simplicidade e minimalismo. As novas garrafas são mais modernas, apresentam a frase "água mineral georgiana" e incluem listras prateadas.

## Prêmios
- 1907 SPA Grand Prix (Grande Prêmio)
- 1909 Kazan Grand Golden Medal (Medalha de Ouro)
- 1911 Dresden Diploma of Honour (Diploma de Honra)
- 1940 Tallinn Golden Medal (Medalha de Ouro)
- 1975 Budapeste Diploma of Honour, World Exhibition (Diploma de Honra, Exposição Mundial)
- 1998 Novosibirsk Golden Medal (Medalha de Ouro)
- 1996, 1997, 1998 São Petersburgo Golden Medal (Medalha de Ouro)